# 마이우시

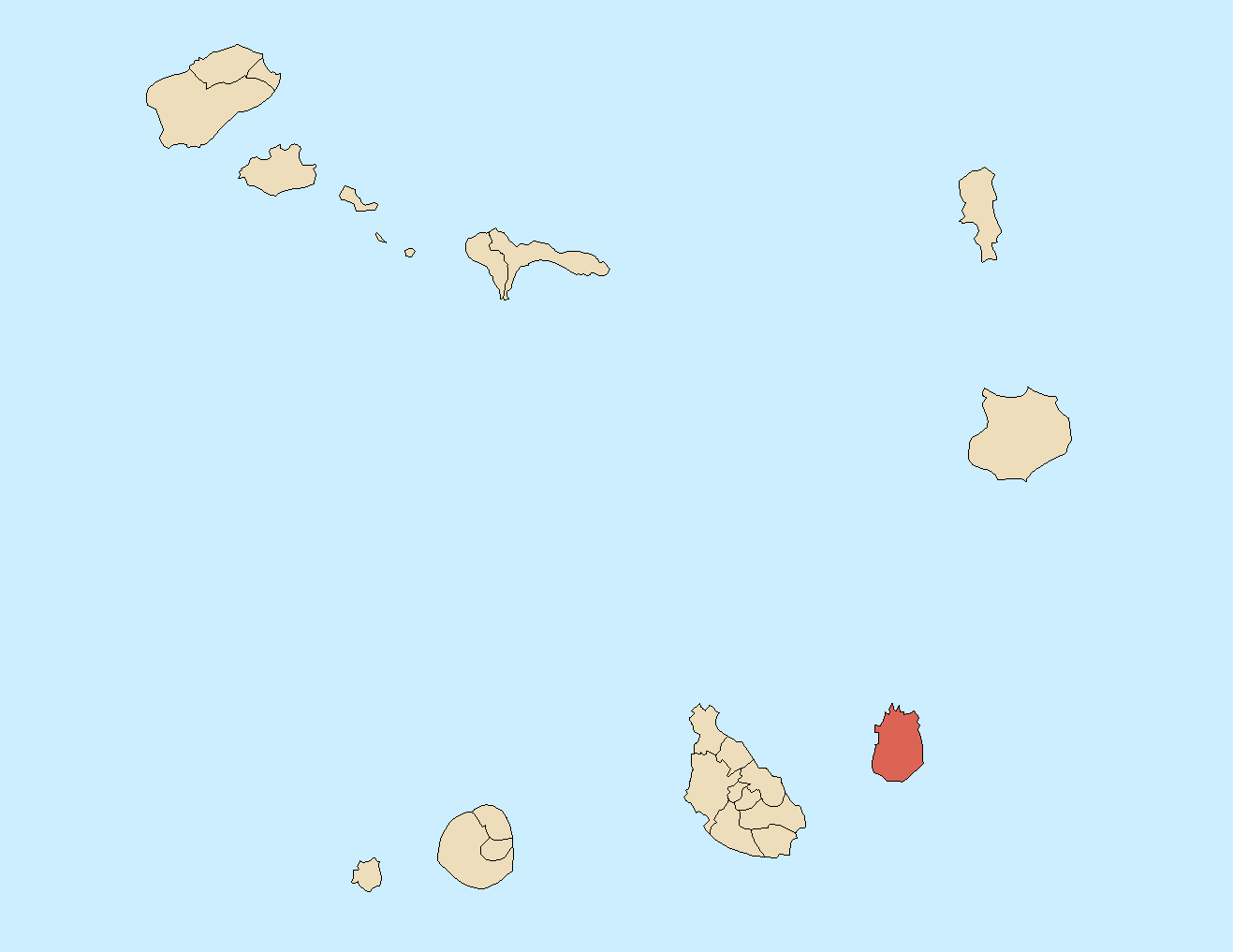
마이우시의 위치

마이우시(포르투갈어: Maio)는 카보베르데를 구성하는 22개 지방 자치체 가운데 하나로 마이우섬에 위치한다. 행정 중심지는 빌라두마이우이며 면적은 274.5km2, 인구는 6,945명(2010년 기준)이다. 1개 교구(노사세뇨라다루스(Nossa Senhora da Luz) 교구)를 관할한다.